# ОШ „Ђура Јакшић” Зајечар
ОШ „Ђура Јакшић” у Зајечару је једна од установа основног образовања на територији града Зајечара, основана 1960. године.
У оквиру школе ради издвојено одељење у Лубници.